# 小行星7661
小行星7661（英語：7661 Reincken）是一颗围绕太阳公转的小行星。1994年8月10日，艾瑞克·怀特·埃尔斯特在拉西拉天文台发现了此天体。
这颗小行星的绝对星等为91.57421等。